# Diacetylen
Diacetylen eller butadiyn är en diyn med fyra kolatomer. Diacetylen består av tre enkelbindningar och två trippelbindningar.

## Förekomst
När rymdsonden Cassini landade på Saturnus största måne Titan år 2005 upptäcktes förekomsten av diacetylen samt andra liknande molekyler i dess atmosfär.